# Ерфт
Ерфт — річка в Північному Рейн-Вестфалії, Німеччина. Протікає біля основи гір Айфель і впадає в Рейн лівою притокою. Бере свій початок біля Неттерсхайма, гирло розташоване в Нойс-Грімлінхаузен. Довжина річки в наші дні — 103 км, спочатку Ерфт була значно довша. Через видобуток бурого вугілля відкритим способом у Hambacher Loch напрямок течії річки було змінено.
Річка дала назву місту Ерфтштадту і цілого району Рейн-Ерфт, через які вона протікає.
Річкова система річки — Рейн.
| Німеччина | Це незавершена стаття з географії Німеччини. Ви можете допомогти проєкту, виправивши або дописавши її. |